# Jack Harlow
Jack Harlow (n. 13 martie 1998, Kentucky, SUA) este un rapper american.